# Pimephales
Genre
Les poissons du genre Pimephales sont de la famille des cyprinidées. Le genre est constitué de quatre espèces toutes localisées en Amérique du Nord.

## Liste des espèces
Selon FishBase (20 novembre 2016) :
- Pimephales notatus - Ventre-pourri ou méné à museau arrondi
- Pimephales promelas - Tête-de-boule ou mené à grosse tête
- Pimephales tenellus
- Pimephales vigilax

## Utilisations
Pimephales promelas est utilisé comme animal de laboratoire en écotoxicologie notamment pour étudier l'action de certains polluants de l'eau.